# Tipula (Microtipula) apollyon
Tipula (Microtipula) apollyon is een tweevleugelige uit de familie langpootmuggen (Tipulidae). De soort komt voor in het Neotropisch gebied.